# Социология
Социология (на латински: socium – общество, на латински: socius – „обществен“ и на старогръцки: λόγος – „наука“, „мисъл“) е науката, която изучава обществото, неговите социални групи, тяхното възникване, движение и развитие, изучава закономерностите на създаването и развитието на общностите и социалните системи, също и личността в рамките на общността и обществото, както и спецификата на развитието на обществото (и различните общества).
Тя изучава социалните правила и процеси, които свързват и разделят хората не само като индивиди, но и като членове на асоциации, групи и институции. Тя използва количествени и качествени методи за изследване, статистическа обработка на данни и други. Резултатите от социологическите изследвания намират приложение в различни сфери – маркетинг, реклама, политика, здравеопазване, образование и други.

## История на социологията
Мисленето относно социалното предхожда съществуването на самата дисциплина, социалният анализ има произход в западната философия и може да се проследи до времето на Платон.
Думата социология (в случая на френски: sociologie) е за първи път изкована през 1780 г. от френския есеист Еманюел Жозеф Сийе (1748 – 1836) в непубликуван ръкопис, като по-късно социологията е развита от френския философ Огюст Конт, който за пръв път използва термина „социология“ в книгата си „Курс по позитивна философия“ (1838). Конт се опитва да обедини история, психология и икономика в едно научно разбиране за социалната реалност.
Макар че Конт се смята за „баща на социологията“, академичната дисциплина е установена формално от друг френски мислител Емил Дюркем (1858 – 1917), който развива позитивизма в голям детайл. Той публикува „Правила на социологическия метод“, създава първия департамент по социология в Университета в Бордо, а през 1896 г. създава списанието „L'Année Sociologique“. Той допринася и за концепцията за структурния функционализъм.

## Позитивизъм и антипозитивизъм
В самото начало, научният подход, като зададен от Огюст Конт, е емпиричният; той трябва да уподоби социологията на естествените науки и така да я еманципира от философията. Този позитивизъм е продължен по-късно от Емил Дюркем, докато реакцията срещу социалния позитивизъм започва с Хегел, чиято диалектика като заета по-късно от Маркс става основа за това, което Маркс посочва като необходимост за социологията, а именно не простото документиране на фактите и явленията в социума, но тяхната критика, тоест Маркс желае да замести позитивизма с критическия анализ.

## Епистемология /онтология
Степента, в която дисциплината трябва да се води научно, остава съществен спор по отношение на основните онтологични и епистемологични въпроси. Противоречията продължават да са яростни върху въпроса за това как да се наблегне или интегрира субективността, обективността, интерсубективността и прагматизма в осъществяването на теория и изследвания.

## Обсег и теми

### Културата
Виж основни статии Социология на културата, културология и културни изследвания.
Културната социология използва критически анализ на думите, артефактите и символите, които си взаимодействат с формите на социалния живот, независимо дали в субкултурите или в по-голям мащаб – обществата. За Зимел културата се отнася до „култивирането на индивиди чрез посредничеството на външни форми, които са били обиктифицирани през хода на историята“ .

### Икономическа социология
Терминът „икономическа социология“ е използван за първи път от Уилям Стенли Йевънс през 1879 г., а по-късно е изкован в работите на Дюркем, Вебер и Зимел между 1890 и 1920 г.. Така възниква икономическата социология като нов подход за анализ. При Маркс историческият материализъм има за цел да демонстрира на едно фундаментално ниво как икономическите сили влияят на структурата на обществото, а „За разделението на обществения труд“ на Дюркем и максвеберовата „Икономика и общество“ са публикувани през 1922 г. Икономическата социология е понякога синонимична на социоикономиката. Все пак в повечето случаи социоикономиката се фокусира по-скоро върху социалното влияние върху различни икономически промени.
- Емил Дюркем
- Карл Маркс
- Вилфредо Парето
- Георг Зимел
- Макс Вебер

## Компютърна социология
Социолозите все по-често използват изчислително-интензивни методи, за да анализират и моделират математически социалните явления.